# Cantón de La Chapelle-d'Angillon
El cantón de La Chapelle-d'Angillon era una división administrativa francesa, que estaba situada en el departamento de Cher y la región de Centro-Valle de Loira.

## Composición
El cantón estaba formado por cinco comunas:
- Ennordres
- La Chapelle-d'Angillon
- Ivoy-le-Pré
- Méry-ès-Bois
- Presly

## Supresión del cantón de La Chapelle-d'Angillon
En aplicación del Decreto n.º 2014-206 de 21 de febrero de 2014, el cantón de La Chapelle-d'Angillon fue suprimido el 22 de marzo de 2015 y sus 5 comunas pasaron a formar parte del nuevo cantón de Aubigny-sur-Nère.